# Blidösund
För andra betydelser, se Blidösund (olika betydelser).

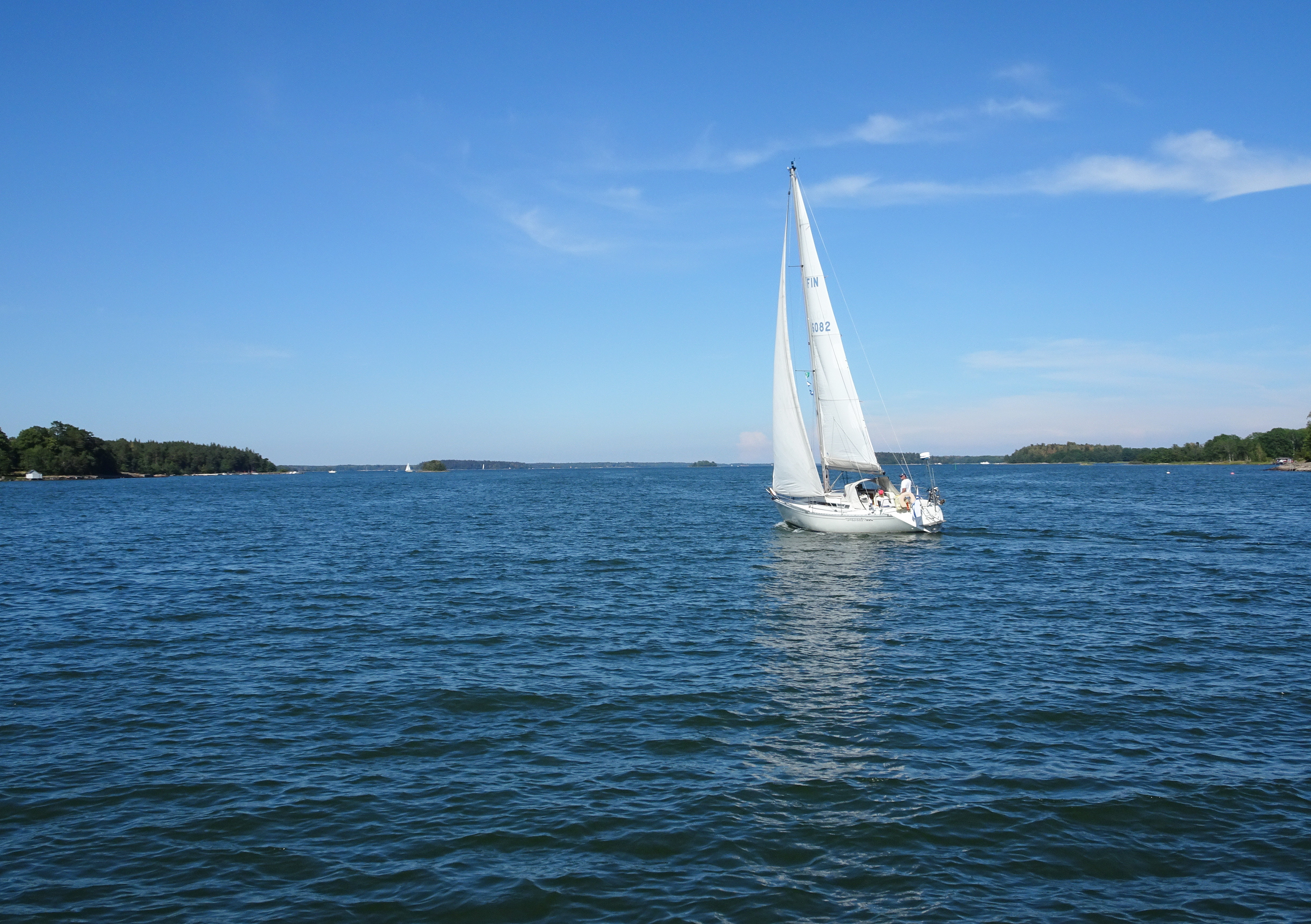
Mitt på Blidösund, vy mot norr, 2018.

Blidösund är ett sund mellan öarna Yxlan och Blidö i Norrtälje kommun. Sundet som sträcker sig nordöst-sydväst är ca 6 sjömil långt och trots att det sällan är mer än ett par hundra meter brett är det över 20 meter djupt. Sundet är bildat av en sprickdal som har gett det dess djupa och smala karaktär. Husaröleden går genom Blidösund.